# Jamides talinga
Jamides talinga is een vlinder uit de familie van de Lycaenidae. De wetenschappelijke naam van de soort is voor het eerst gepubliceerd in 1884 door Napoleon Manuel Kheil.
De soort is ontdekt op het eiland Nias in Indonesië.